# Гюйо, Этьен
Этьен Гюйо (фр. Étienne Guyot; 1767—1807) — французский военный деятель, бригадный генерал (1805 год), участник революционных и наполеоновских войн.

## Биография
Получил юридическое образование. 1 августа 1791 года начал военную службу в 1-м батальоне волонтёров Верхней Соны. 27 октября 1793 года получил должность адъютанта генерала Бурсье, начальника штаба Рейнской армии. 5 февраля 1799 года стал командиром эскадрона 17-го драгунского полка. 16 июля 1799 года полковник штаба в Дунайской армии Массена. 5 января 1801 года стал командиром 9-го гусарского полка. Служил в рядах Армии Берегов Океана, с 29 августа 1805 года в составе бригады Трейяра 5-го корпуса Великой Армии. Ярко проявил себя в ходе Австрийской кампании 1805 года, сражался при Вертингене и Амштеттене, 28 ноября получил несколько сабельных ударов в кавалерийском бою при Вишау, быстро восстановился, и 2 декабря вновь был во главе гусар при Аустерлице. 24 декабря 1805 года был награждён чином бригадного генерала.
В августе 1806 года возглавил бригаду лёгкой кавалерии в 5-м корпусе, 3 октября — в 4-м корпусе Сульта. Участвовал в сражении при Йене, 1 ноября при Носсентине действовал в составе дивизии Тийи, 7 ноября вернулся в корпус Сульта. 4 февраля 1807 года сражался при Гуттштадте, 8 февраля участвовал в знаменитой кавалерийской атаке при Эйлау.
8 июня 1807 года при Клайнфельде в Западной Пруссии его авангард, состоящий из 8-го гусарского попал в засаду и был окружён превосходящими силами неприятельской кавалерии, насчитывавшей до 2000 казаков и драгун. Генерал Гюйо бросился на выручку во главе 16-го и 26-го конно-егерских полков, вступил в яростную рукопашную схватку и был убит 30 ударами казачьих пик. По свидетельству генерала Амейя: «Сульт командовал армейским корпусом в Польше и имел под своей командой генерала Гюйо, бывшего адъютанта генерала Моро, затем полковника гусар, офицера умного, заслуженного и превосходного командира авангарда. Сульт отдавал должное лёгкой кавалерии под командой Гюйо и требовал большей активности при преследовании неприятеля, но последний, хорошо знавший местность, выразил сомнение в правильности решения маршала, успех которого посчитал неопределённым. Сульт, прибывший к авангарду, нашёл его остановившимся на границе леса и сказал генералу: „Вы продвигаетесь слишком медленно“ — „Это необходимые требования предосторожности, господин маршал“, ответил Гюйо; „Так вы боитесь генерал?“, после чего Гюйо приказал двигаться вперёд, попал в засаду, был окружён превосходящими врагами, дорого продал свою жизнь и остался на поле битвы посреди многих погибших храбрецов». В «Воспоминаниях генерала барона де Сен-Жозефа» читаем: «Это был лучший генерал лёгкой кавалерии армии и самый любимый солдат из тех, кого я знал».

## Воинские звания
- Лейтенант (6 сентября 1791 года);
- Капитан (16 октября 1792 года);
- Командир эскадрона (6 февраля 1799 года);
- Полковник штаба (16 июля 1799 года);
- Бригадный генерал (24 декабря 1805 года).

## Награды
Легионер ордена Почётного легиона (11 декабря 1803 года)
 Офицер ордена Почётного легиона (14 июня 1804 года)